# Тейлор, Рэйчел (гребчиха)
Рэйчел Тейлор (англ. Rachael Taylor; род. 6 мая 1976, Балларат) — австралийская гребчиха, выступавшая за сборную Австралии по академической гребле в период 1994—2002 годов. Серебряная призёрка летних Олимпийских игр в Сиднее, обладательница серебряной и бронзовой медалей чемпионатов мира, победительница и призёрка многих регат национального значения.

## Биография
Рэйчел Тейлор родилась 6 мая 1976 года в городе Балларат штата Виктория, Австралия.
Заниматься академической греблей начала в местном гребном клубе, позже проходила подготовку в Мельбурне во время учёбы в Мельбурнском университете. Состояла в университетской гребной команде, неоднократно принимала участие в различных студенческих регатах. Впоследствии в течение нескольких лет тренировалась в мельбурнском гребном клубе Powerhouse.
Дебютировала на международной арене в 1994 году, выступив в безрульных двойках на молодёжном Кубке наций во Франции и на юниорском мировом первенстве в Германии.
Первого серьёзного успеха на взрослом международном уровне добилась в сезоне 1997 года, когда вошла в основной состав австралийской национальной сборной и в безрульных двойках выиграла бронзовые медали на этапах Кубка мира в Париже и Люцерне. Также выступила на взрослом чемпионате мира в Эгбелете, но здесь попасть в число призёров не смогла — пришла к финишу четвёртой.
В 1998 году на мировом первенстве в Кёльне в восьмёрках финишировала четвёртой. Стартовала на этапах Кубка мира в Хазевинкеле и Люцерне, где трижды выходила в финал в разных дисциплинах.
В 1999 году побывала на чемпионате мира в Сент-Катаринсе, откуда привезла награду бронзового достоинства, выигранную в зачёте распашных безрульных двоек — в решающем финальном заезде уступила канадским и немецким спортсменкам.
В 2000 году в безрульных двойках одержала победу на этапе Кубка мира в Вене и затем отправилась представлять страну на домашних летних Олимпийских играх в Сиднее — вместе с напарницей Кейт Слаттер в финале безрульных двоек пришла к финишу второй, пропустив вперёд только экипаж из Румынии — тем самым завоевала серебряную олимпийскую медаль.
После сиднейской Олимпиады Тейлор ещё в течение некоторого времени оставалась в составе гребной команды Австралии и продолжала принимать участие в крупнейших международных регатах. Так, в 2002 году на отдельных этапах Кубка мира она получила две золотые медали, одну серебряную и одну бронзовую. При этом на чемпионате мира в Севилье стала серебряной призёркой в распашных рулевых восьмёрках, уступив на финише экипажу из США. Вскоре по окончании этих соревнований приняла решение завершить спортивную карьеру.